# Anunciação (Memling)
A Anunciação é uma pintura a óleo em painel sobre madeira de carvalho atribuída ao mestre de primitivos flamengos Hans Memling. Concluída em c. 1482, foi parcialmente transferida para tela na década de 1920 e hoje pode ser encontrada na coleção Robert Lehman do Metropolitan Museum of Art, em Nova Iorque. Ela mostra a Virgem num interior doméstico, com dois anjos auxiliares, o arcanjo Gabriel vestido com ricas vestes eclesiásticas e uma pomba pairando acima. A pintura baseia-se e expande-se com mais ilustrações na Anunciação do Retábulo de Saint Columba c. 1455 de Rogier van der Weyden. De acordo com a historiadora de arte Maryan Ainsworth, o trabalho apresenta uma "imagem surpreendentemente original, rica em conotações para o observador ou venerador". A simples iconografia centra-se na pureza da Virgem; na Encarnação, na Virgem como mãe e seu papel como noiva e Rainha do Céu. Seu desmaio prefigura a Crucificação de Jesus.
O quadro original sobreviveu até o século XIX e foi inscrito com uma data que acreditara ser 1482; os historiadores de arte do século XX sugeriram que o algarismo final do número era um nove, o que daria uma data de 1489. Em 1847, Gustav Friedrich Waagen descreveu a pintura como uma das "melhores e mais originais obras" de Memling. Em 1902 foi exibida em Bruges na Exposition des primitifs flamands à Bruges, que depois seria submetida a uma limpeza e restauração. Philip Lehman comprou-a em 1920 a partir da família Radziwiłł que poderia tê-la na posse de sua família desde o século XVI; Antoni Radziwiłł encontrou-a em uma propriedade familiar no início do século XIX. Naquela época, ela tinha sido perfurado com uma flecha e era necessária a restauração.

## Descrição

### Anunciação

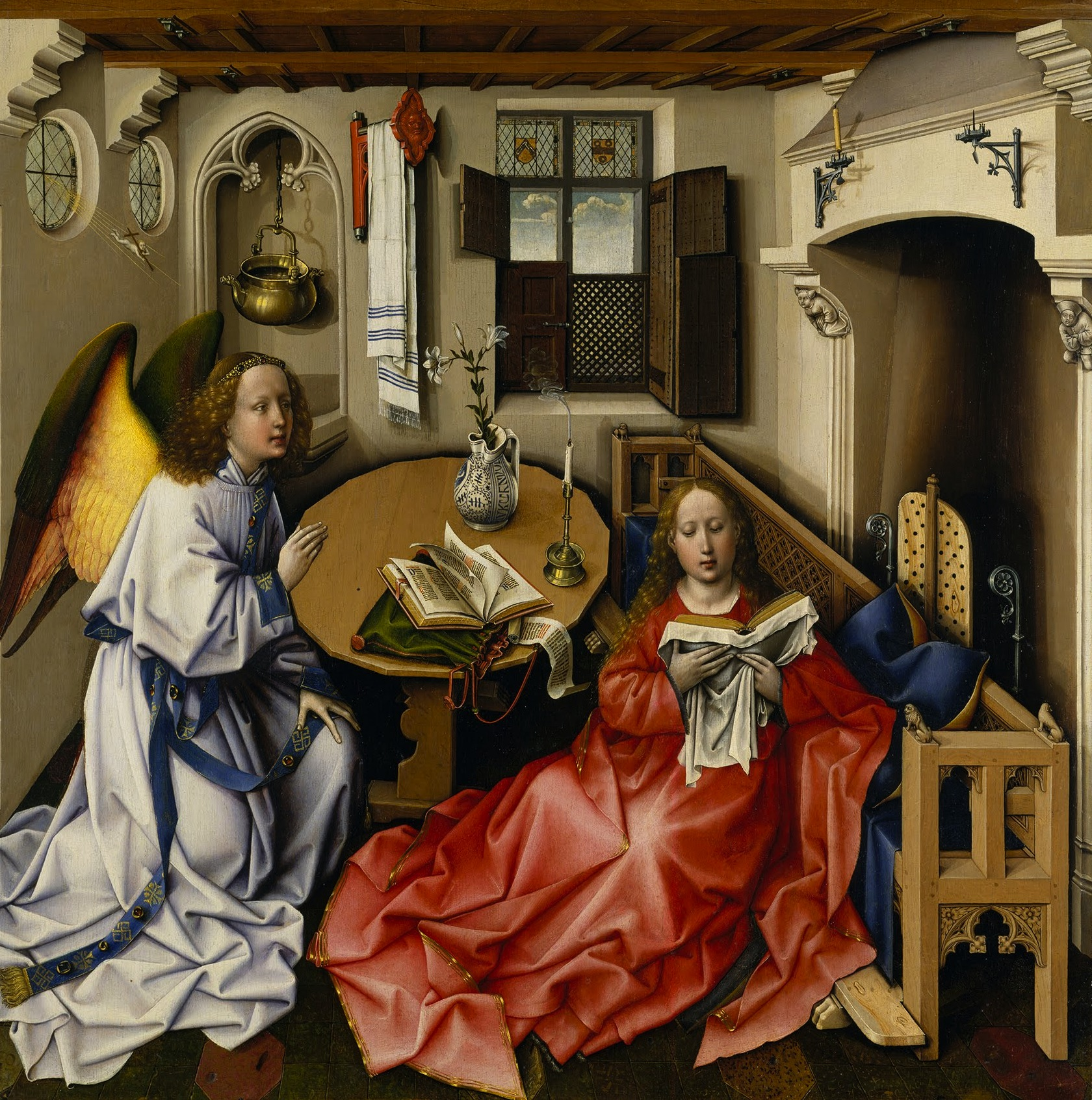
Painel da Anunciação, c. 1420, de Robert Campin (Retábulo de Mérode), Cloisters, Nova Iorque, mostrando a iconografia convencional de uma lareira e de um vaso de flores.

A Anunciação era um tema popular na arte Europeia, embora tenha sido uma cena difícil de pintar, porque retrata a união de Maria com Cristo quando ela se torna o tabernáculo para o Verbo feito carne. O dogma de Maria como Teótoco, a portadora de Deus, foi afirmado em 431 no Concílio de Éfeso; duas décadas depois, o Concílio de Calcedônia afirmou a doutrina da Encarnação – que Cristo era de duas naturezas (Deus e Homem) – e sua virgindade perpétua foi afirmada no Concílio Lateranense de 631. Na arte Bizantina, as cenas da Anunciação representavam a Virgem entronizada e vestida em regalia real. Nos séculos seguintes, ela foi exibida em espaços fechados: o templo, a igreja, o jardim.

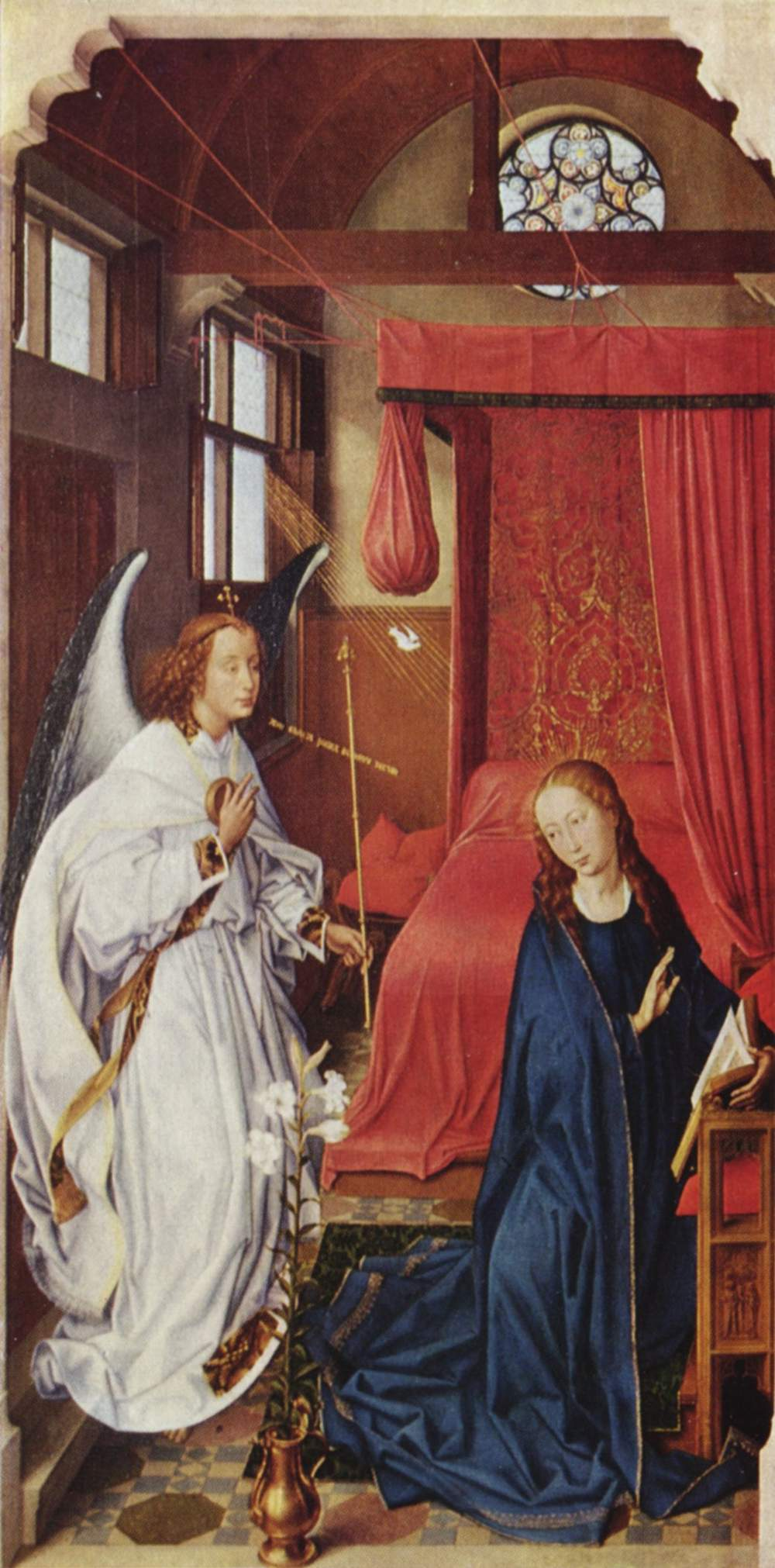
Painel esquerdo do Retábulo de Saint Columba de Rogier van der Weyden, c. 1455, Antiga Pinacoteca, Munique. Os raios de luz fluem através da janela aberta para a região da orelha da Virgem.

A Anunciação é tipicamente ambientada em interiores domésticos na Arte Neerlandesa primitiva, um estilo que Robert Campin estabeleceu, e Jan van Eyck e Rogier van der Weyden seguiram. Nem Campin nem van Eyck foram tão longe para representar a cena em um quarto, embora o tema seja encontrado nas pinturas de van der Weyden: Anunciação do Louvre c. 1435 e Retábulo de Saint Columba c. 1455 em que a Virgem se ajoelha pelo leito nupcial, produzido em um vermelho feito com colorantes custosos. A representação de Memling é quase idêntica ao Retábulo Columba de van der Weyden.

### Figuras
O arcanjo Gabriel aparece a Maria para informá-la de que ela carregará em seu ventre o Filho de Deus. Ele é mostrado em uma visão de três quartos usando um pequeno diadema de joias e vestes litúrgicas. Ele usa um pluvial de brocado vermelho e dourado ricamente bordado, margeado com uma estampa de serafins e rodas cinzas, sobre uma alva branca e um amito. Ele segura seu cedro de autoridade em uma mão, e ergue a outra para a Virgem. Ele inclina seus joelhos, reconhecendo-a e honrando-a como Mãe de Cristo e Rainha do Céu, e os seus pés estão descalços e posicionados um pouco atrás dos dela.
A Virgem é representada em uma visão frontal; imediatamente atrás dela, a cama de cortina vermelha atua como um instrumento de enquadramento, semelhante ao tradicional dossel ou baldaquino. Ao contrário dos antecessores de Memling, cujas reproduções da Virgem são representadas usando vestes muito cravejadas com joias e valiosas, a diferente vestimenta simples e branca que ela usa sob um manto azul é minimamente adornada com a orla e com o decote aberto. A roupa de baixo de cor roxa que cobre o seu pescoço e seus pulsos demonstra seu status real. Maria parece nem surpresa nem receosa com o anúncio; de acordo com Blum, a cena é representada com um grande senso de naturalismo e descreve com êxito "a transformação de Maria de uma menina para a portadora de Deus".

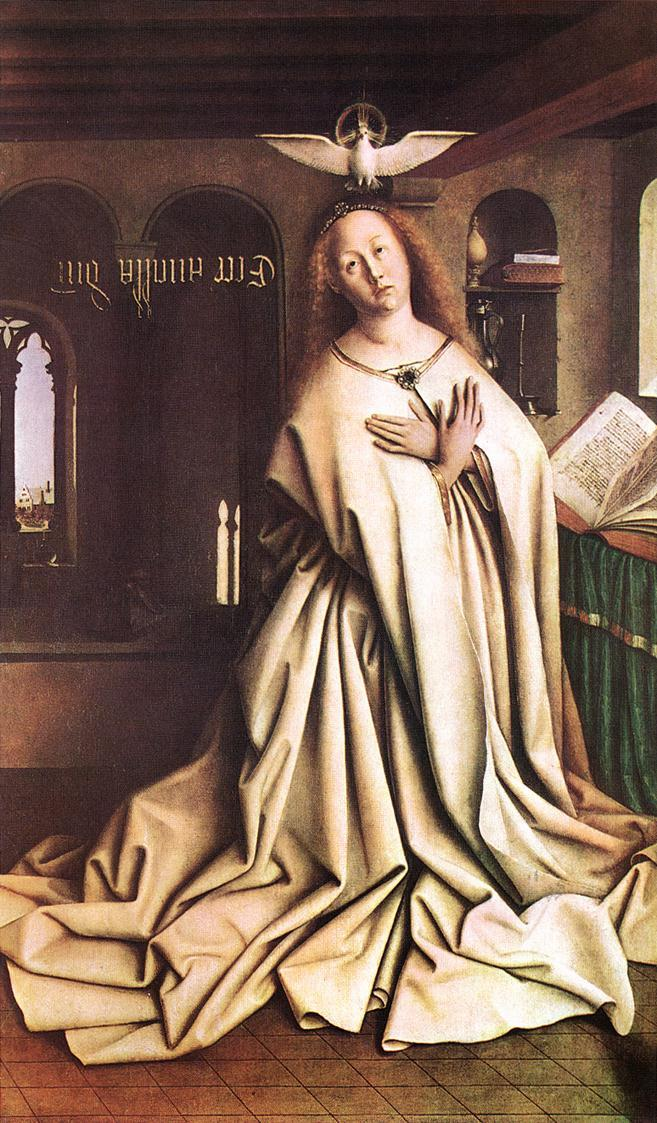
A Anunciação de Jan van Eyck, do Retábulo de Ghent de 1432, o quadro possui uma inscrição para a Virgem e a pomba do Espírito Santo pairando acima dela.

A Virgem possui uma posição inovadora e incomum. Ela parece estar elevando-se ou desmaiando como se tivesse perdido o equilíbrio, uma divergência de sua pose convencional sentada ou ajoelhada. Blum acredita que "pode-se procurar em vão noutros painéis da Anunciação Neerlandesa do século XV uma Virgem posicionada como ela está aqui". A historiadora de arte Penny Jolly sugere que a pintura mostra uma posição de parto, um estilo de Van der Weyden experimentado no Retábulo dos Sete Sacramentos, onde o colapso da Virgem resulta em uma postura semelhante ao parto e com a Descida da Cruz, na qual Maria Madalena se curva e se agacha - semelhante à posição que Madalena de Memling assume em sua Lamentação. Ladeando a Virgem, e segurando-a, estão dois anjos assistentes. O da esquerda levanta o manto da Virgem enquanto o outro olha para o espectador, "solicitando nossa resposta", de acordo com Ainsworth. Ambos são representados em um tamanho pequeno, solene e, segundo Blum, de humor "comparável ao de Gabriel". Além da presença dos anjos, Memling apresenta na pintura um típico quarto Flamengo do século XV da classe mercante superior.

### Objetos
A pomba do Espírito Santo paira dentro de um arco-íris circular diretamente acima da cabeça da Virgem Maria. Sua disposição e tamanho são incomuns para a arte do período. É diferente de qualquer coisa encontrada nas obras de van der Weyden, e Memling nunca mais repetiu em algum de seus trabalhos, mas lembra a pomba de van Eyck no painel da Anunciação do Retábulo de Ghent. Sua forma é encontrada em medalhões pendurados acima dos leitos daquela época, e assim parece estar de acordo com o interior doméstico.
A mão esquerda de Maria está apoiada em um livro de oração aberto, sobre um reclinatório; a letra "D" é visível na página – e possivelmente estaria escrito Deus tecum ("o Senhor esteja com você"), de acordo com Ainsworth. Blum especula que a passagem é de Isaías 7:14, "...eis que uma donzela conceberá e dará à luz um filho...". Um vaso contendo lírios brancos e uma única íris azul se encontra ao lado do reclinatório no chão.
Um saco de guardar cortinas, comumente encontrado em camas do período, é pendurado no eixo central entre Gabriel e o anjo assistente. Uma bancada ao lado da cama contém dois tipos de velas e um frasco de água em uma luz brilhante que descende da janela para a esquerda da imagem. O chão é de azulejo multicolorido, semelhante ao do retábulo Columba de van der Weyden; Memling trunca as vigas do teto no meio do espaço, no final da cama, com o chão se estendendo para o primeiro plano. Blum descreve o efeito como sendo "um palco aberto para as figuras sagradas".

## Iconografia
A iconografia não é excessivamente trabalhada, e Memling evita o estranho simbolismo. Muitos elementos enfatizam o papel de Maria como a Mãe de Deus; o quarto é mobiliado com objetos simples do cotidiano que indicam sua pureza. O vaso de lírios e os itens na bancada são objetos que os espectadores do século XV teriam associado a ela. Os lírios brancos eram frequentemente usados para simbolizar sua pureza, enquanto as íris ou os lírios da espada eram usados como metáforas de seu sofrimento. Memling enfatiza símbolos associados ao seu útero e virgindade, e "apresenta dois sacerdotes angélicos adicionais e inunda a sala com luz natural, reorganizando assim o anedótico para enfatizar o significado doutrinal". Charles Sterling descreve o trabalho como "um dos melhores exemplos da capacidade de Memling de tirar uma convenção pictórica herdada de seus predecessores e infundir-se com um sentimento de emoção e complexidade narrativa".

### Luz

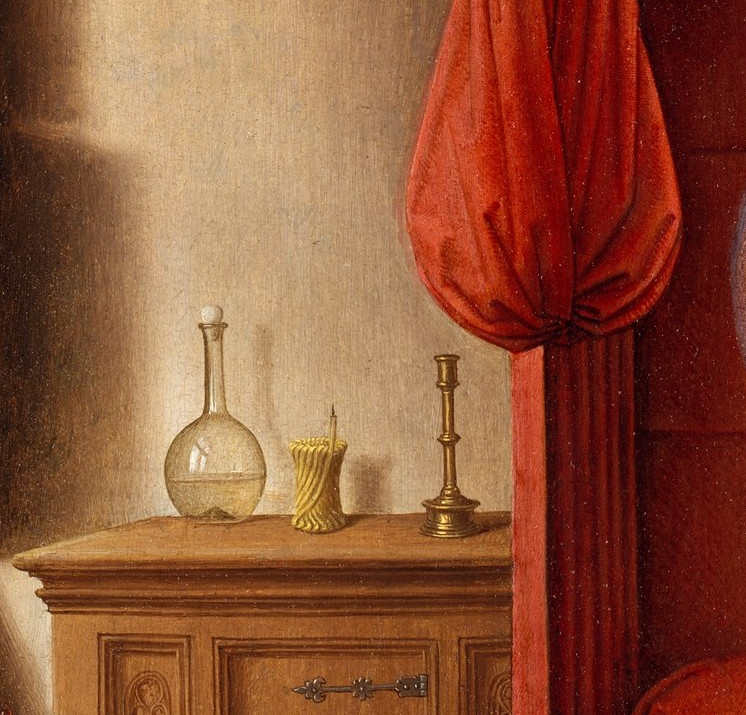
Detalhe que mostra a luz que brilha na bancada, um frasco de água limpa, um rolo de pavio para velas, um castiçal e um saco de guardar cortinas.

A luz foi associada a Maria e à Encarnação a partir do século IX. Millard Meiss observa que, a partir do século XII, uma maneira comum de transmitir a concepção era comparar a luz passando pelo vidro com a passagem do Espírito Santo através do corpo da Virgem. São Bernardo comparou isto com a luz do sol explicando nesta passagem: "Assim como o brilho do sol enche e penetra uma janela de vidro sem danificá-la, e perfura sua forma sólida com sutileza imperceptível, nem fere ou destrói ao entrar ou quando surge; assim é a palavra de Deus, o esplendor do Pai, que entra no cômodo da virgem e sai do seu ventre fechado".
Os três objetos no armário de cabeceira representam a pureza da Virgem: o frasco de água, o candelabro e o rolo de pavio para velas. A luz que atravessa o frasco de vidro em forma de útero simboliza seu corpo, perfurado pela luz divina. Sua água clara e impassível representa sua pureza no momento da concepção, um símbolo também encontrado nas pinturas anteriores como uma metáfora da santidade da Virgem. O frasco mostra um reflexo da barra transversal da janela como uma cruz, um símbolo da Crucificação, outro pequeno detalhe em que Memling "coloca uma forma simbólica translúcida sobre outra".

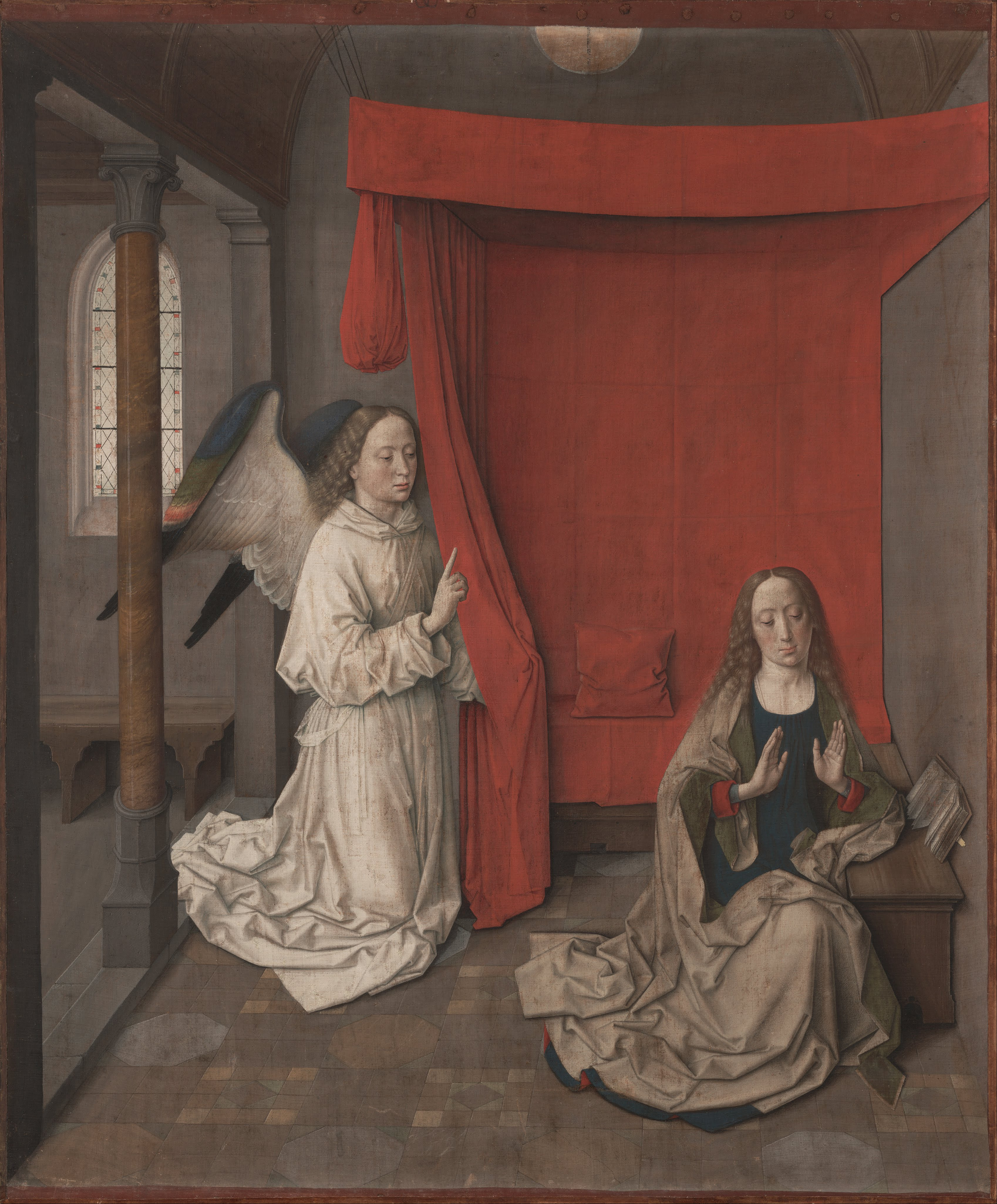
Anunciação de Dirck Bouts, c. 1450, Getty Center, Los Angeles, a obra omite raios de luz.

A luz representada pelas velas é um símbolo comum para a Virgem e Cristo; Campin e van Eyck puseram lareiras ou velas em suas cenas de anunciação. O castiçal sem vela e o rolo de pavio sem chamas simbolizam o mundo antes da Natividade de Cristo e a presença de sua luz divina, de acordo com Ainsworth.
O desafio para os pintores da Anunciação foi como representar visualmente a Encarnação, o Verbo feito carne ou o Logos. Muitas vezes eles mostravam raios de luz que emanavam de Gabriel ou de alguma janela próxima adentrando o corpo de Maria para descrever o conceito de que Cristo foi "quem residiu e passou por seu corpo". Os raios de luz às vezes poderiam incluir uma inscrição e às vezes eram representados entrando no ouvido, na crença de que assim era o Verbo a se tornar carne.
Memling deixou de fora os raios de luz, assim como Dirck Bouts em sua Anunciação de Getty, mas o quarto é luminoso, cheio de luz solar, um fenestra incarnationis, que teria sido um símbolo adequado para o espectador contemporâneo. Em meados do século XV, a Virgem era vista retratada em uma sala ou cômodo perto de uma janela aberta para permitir a passagem da luz. O quarto de Memling, com a sua janela através da qual a luz flui, é um sinal muito "decoroso da castidade de Maria", de acordo com Blum. Não há rolos de pergaminhos ou bandeirolas para indicar a aceitação da Virgem, mas seu consentimento é óbvio através de sua pose, o que parece, segundo Sterling, tanto submissa quanto ativa.

### Mãe de Cristo

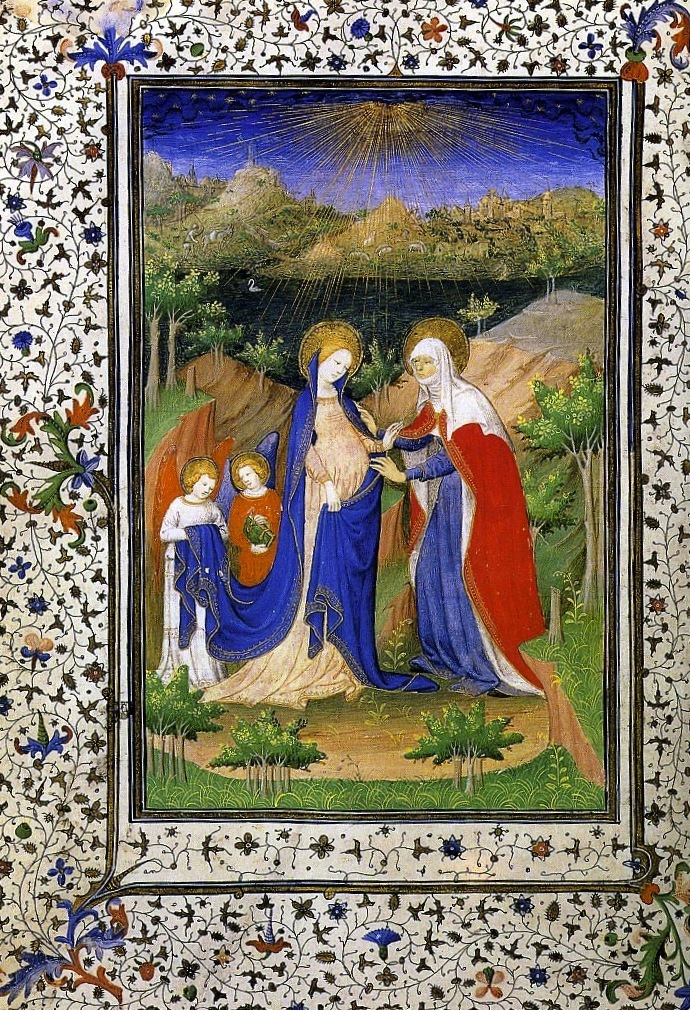
A "Visitação" do Mestre de Boucicaut (c. 1405) é um exemplo raro de Maria com anjos assistentes que tocam suas roupas.

O nascimento da Virgem é indicado pela cama vermelha e pelo saco de cortinas vermelho em forma de útero. Durante o início do século XV, camas penduradas ou sacos de cortinas tornaram-se símbolos da Encarnação e "serviram para afirmar a humanidade [de Cristo]". Blum observa que, na época, "quando os artistas não hesitaram em representar o seio da Virgem, Memling não evitou pintar o seu útero". A humanidade de Cristo foi uma fonte de fascínio, e foi apenas na arte Neerlandesa que foi encontrada a solução de representar seu estado embrionário com sacos de cortinas para sugerir a forma de um útero.
O corpo de Maria torna-se o tabernáculo que mantém a Hóstia feita carne. Ela se torna um objeto de devoção, uma "custódia que contém a Hóstia". Seu ventre preenchido e a presença da pomba indicam que o momento da Encarnação ocorreu. Os espectadores teriam sido lembrados da Crucificação e Lamentação com o desmaio, "antecipando assim o sacrifício de Cristo pela salvação da humanidade no momento da sua concepção". De acordo com os teólogos, Maria manteve-se com dignidade na Crucificação de Jesus, mas na arte do século XV ela é retratada desmaiando, de acordo com Jolly, "em agonia à vista de seu filho moribundo ... assumindo a pose de uma mãe em agonia da dor do parto". Na cruz sentiu a dor de sua morte; dor que no seu nascimento ela não experimentou.

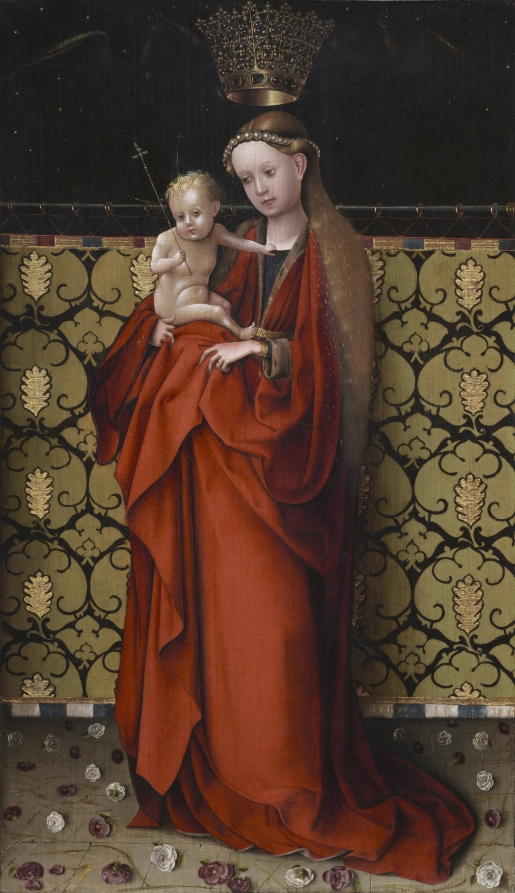
Stefan Lochner, A Virgem Coroada pelos Anjos c. 1450, Museu de Arte de Cleveland, retrata a Virgem como Rainha do Céu com dois anjos assistentes mal visíveis que pairam acima de sua coroa.

O cenário doméstico da pintura desmente seu significado litúrgico. A pomba é um lembrete da Eucaristia e da Missa. Lotte Brand Philip observa que ao longo do século XV "vasos eucarísticos feitos sob a forma de pombas e suspensos sobre altares ... eram rebaixados no momento da transubstanciação"; aqui ela sugere que, da mesma forma que o Espírito Santo dá vida ao pão e ao vinho, ele deu vida ao ventre da Virgem. Ela carrega o Corpo e o Sangue de Cristo, e é atendida por três anjos sacerdotais. A função de Maria é carregar "o Salvador do Mundo"; o papel dos anjos é "apoiar, apresentar e proteger o seu ser sagrado". Com o nascimento de Cristo, seu "ventre miraculoso passou por seu teste final" para se tornar um objeto de veneração.

### Noiva de Cristo
Memling representa a Virgem como a noiva de Cristo prestes a assumir o papel de Rainha do Céu. Os anjos assistentes indicam seu status real. Tais anjos geralmente flutuam acima da Virgem, segurando sua coroa, e alguns pintores alemães os mostraram pairando nas cenas da Anunciação, mas os anjos raramente se aproximam ou tocam a Virgem. Somente uma única versão anterior da pintura de tais anjos auxiliares foi encontrada: na versão manuscrita iluminada do século XV do Mestre de Boucicaut da "Visitação", o manto longo da Virgem grávida é sustentado por anjos assistentes, sobre os quais Blum diz que, "com seu aspecto de rainha certamente ela comemora o momento em que Maria é primeiro dirigida como Teótoco, a Mãe do Senhor". Memling frequentemente representava um par de anjos vestidos com vestes litúrgicas que assistiam a Virgem em sua obra, mas esses dois, vestidos com simples amitos e alvas, nunca mais foram representados em alguma de suas pinturas. A sua dupla função é "apresentar a oferta eucarística e proclamar a Virgem como noiva e rainha".

## Estilo e influência

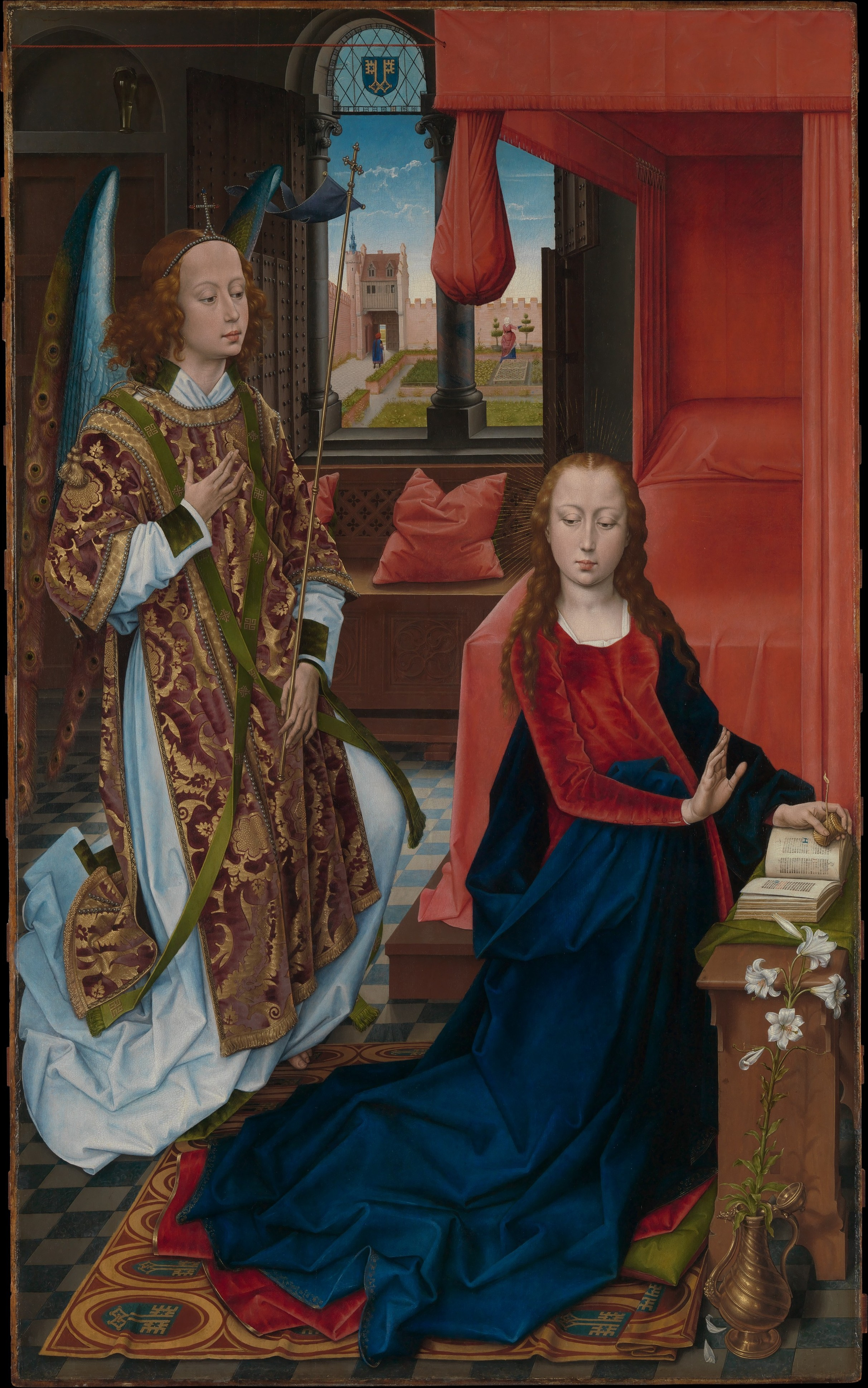
Anunciação Clugny c. 1465-75, Ateliê de Rogier van der Weyden ou de Hans Memling, Metropolitan Museum of Art, Nova Iorque.

A Anunciação baseia-se profundamente na Anunciação do Louvre de Van der Weyden de 1430, no retábulo Saint Columba c. 1455 e na Anunciação Clugny (c. 1465-75), que é atribuída a van der Weyden ou Memling. Memling quase certamente foi aprendiz de van der Weyden em Bruxelas até criar seu próprio ateliê em Bruges em algum momento depois de 1465. A Anunciação de Memling é mais inovadora, com temas como os anjos auxiliares que estavam ausentes nas pinturas anteriores. De acordo com Till-Holger Borchert, não só Memling estava familiarizado com os temas e composições de van der Weyden, como ele poderia ter auxiliado com o desenho abaixo no ateliê de van der Weyden. As persianas à direita são copiadas do painel do Louvre, a cortina amarrada aparece na "Anunciação" do tríptico de Columba.
Uma sensação de movimento é transmitida por toda parte. As bordas arrastadas da roupa de Gabriel caem fora do espaço pictórico, indicando sua chegada. A pose "serpentina" da Virgem, com os anjos auxiliares que a sustentam, aumenta a sensação de fluxo. O uso da cor de Memling alcança um efeito surpreendente. Os tradicionais raios de luz são substituídos por sinalizadores de cor clara; as roupas brancas representadas em azul "gélido", o anjo à direita em remendos amarelados parece "descolorido pela luz", a mão esquerda do anjo parece estar submersa na sombra, vestido com roupas lilás e com asas verdes profundas. O efeito é iridescente, de acordo com Blum, que escreve: "esta superfície cintilante dá [as figuras] uma qualidade sobrenatural, separando-as do mundo mais crível do quarto de dormir". O efeito afasta-se do puro naturalismo e do realismo que caracteriza a arte Neerlandesa Primitiva, causando uma justaposição "surpreendente", um efeito que é "inseguro" e contraditório.

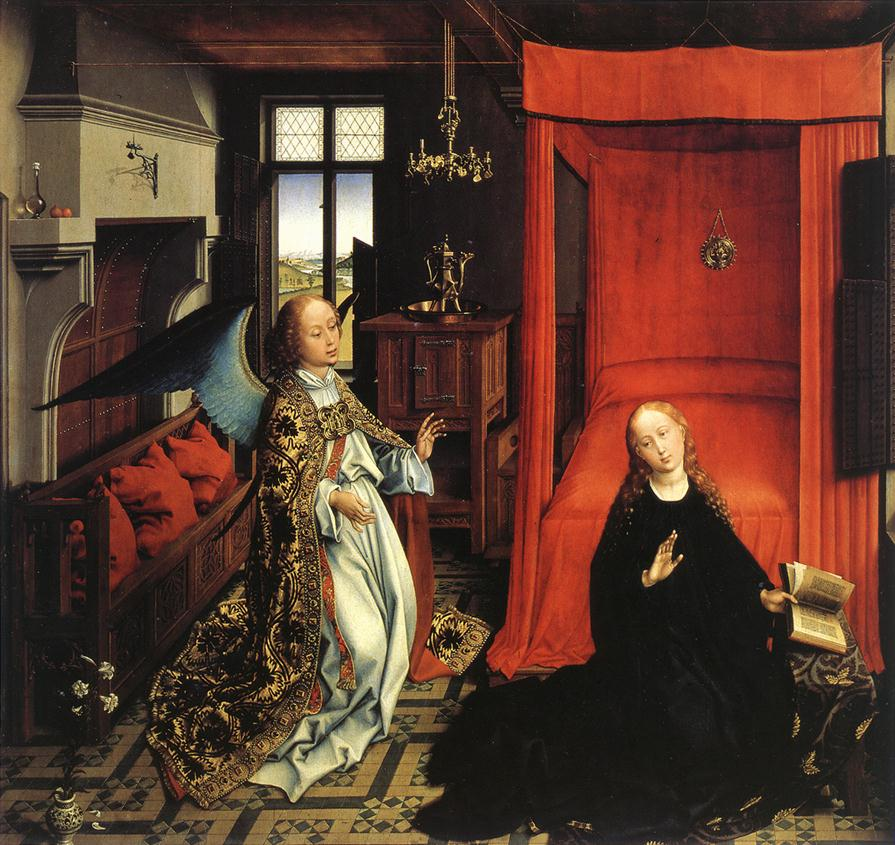
Painel central, Tríptico da Anunciação, Rogier van der Weyden, c. 1430, Louvre, Paris.

Os estudiosos não determinaram se o painel deveria ser um único trabalho devocional, ou parte de um políptico maior, e agora partido. De acordo com Ainsworth, seu tamanho e "a natureza sacramental de seu tema teria sido apropriada para uma capela familiar em uma igreja ou mosteiro para a capela de uma corporação de ofício". Um quadro intacto, e inscrito é incomum para um painel de asa, indicando que provavelmente foi concebido como uma única peça, mas os estudiosos não têm certeza porque o ligeiro eixo esquerdo no lado direito das telhas tende a sugerir que o quadro poderia ter sido a asa esquerda de uma peça maior. Não há informações sobre o revés do painel, que não resistiu.
A análise técnica mostra um sub-desenho extensivo, típico de Memling. Eles foram completados em um meio seco, exceto para a pomba e o frasco e as velas no aparador. As revisões feitas durante a pintura final incluíram o alargamento das mangas da Virgem e o reposicionamento do cedro de Gabriel. As incisões foram feitas para mostrar o piso e a posição da pomba.
A única pessoa a questionar a atribuição de Gustav Friedrich Waagen em 1847 a Memling é W. H. J. Weale, que em 1903 declarou que Memling "nunca teria sonhado em introduzir na representação deste mistério esses dois anjos sentimentais e afetados".

## Proveniência e condição
A procedência conhecida da pintura se inicia na década de 1830 quando estava na posse da família Radziwiłł. De acordo com o historiador de arte Sulpiz Boisserée, que viu a pintura em 1832, Antoni Radziwiłł encontrou a pintura em uma propriedade que seu pai possuía. Waagen especulou que poderia ter pertencido a Mikolai Radziwill (1549-1616), que poderia ter herdado ela de seu irmão Jerzy Radziwill, (1556-1600), que era um cardeal. A família manteve-a até 1920, quando a princesa Radziwill vendeu aos Irmãos Duveen em Paris. Philip Lehman comprou-a em outubro de 1920; e atualmente está exposta na coleção de Robert Lehman no Metropolitan Museum of Art, em Nova Iorque.
Em geral a condição é boa. Memling pintou o trabalho em dois painéis de cerca de 28 centímetros cada. O quadro datado e inscrito, provavelmente o original, foi descartado em 1830. Houve três restaurações documentadas. A pintura tinha sido perfurada por uma flecha quando Anton Radziwill encontrou-a; ele a restaurou e reparou o dano. Naquele momento, o manto da Virgem e os tons do seu corpo sofreram pesados repintes. A moldura original foi descartada, mas sua inscrição foi inserida na nova moldura. Uma descrição da moldura original sugere que ela carregou um brasão, talvez pertencente a Jerzy Radziwill. A segunda restauração aconteceu após a exposição em Bruges no ano de 1902; e a terceira, quando Lehman a restaurou e transferiu-a para tela em algum momento depois de 1928. A pintura sobreviveu à transferência sem danos significativos. Uma fotografia do final do século XIX mostra madeira nos quatro lados da superfície pintada, e sugere que as bordas podem ter sido ampliadas durante a transferência. As áreas que sofreram perda de tinta e receberam repintes foram o pluvial de Gabriel e o vaso que comporta as flores.
Quando Boisserée observou a pintura, ele registrou a data da inscrição como sendo 1480. O último dígito da inscrição ficou desbotado e difícil de ler e tornou-se ilegível até 1899. Waagen sugeriu que a data poderia ter sido 1482 e o historiador de arte Dirk de Vos sugeriu que seria 1489. O estilo de Memling não se concede bem a designar datas, dificultando a sua determinação. De acordo com Stirling, uma data anterior é mais facilmente aceita, especialmente devido a semelhanças estilísticas com o Retábulo de São João do ano de 1479 de Memling, enquanto Ainsworth se põe para a data posterior mais baseado com o estilo mais desenvolvido do final da década de 1480.